# Botswana i olympiska sommarspelen 1980
Botswana deltog med sju deltagare, samtliga tävlande i friidrott vid de olympiska sommarspelen 1980 i Moskva. Ingen av landets deltagare erövrade någon medalj.

## Friidrott
Herrarnas 100 meter
- Lucien Josiah
  - Försöksheat — 11,15 (6:e plats, gick inte vidare)

Herrarnas 200 meter
- Lucien Josiah
  - Försöksheat — 22,45 (6:e plats, gick inte vidare)

Herrarnas 400 meter
- Joseph Ramotshabi
  - Försöksheat — 51,49 (7:e plats, gick inte vidare)

Herrarnas 400 meter häck
- Wilfred Kareng
  - Försöksheat — DNF (ingen placering)

Herrarnas 800 meter
- Langa Mudongo
  - Försöksheat — 1:52,5 (6:e plats, gick inte vidare)

Herrarnas 1 500 meter
- Ishmael Mhaladi
  - Försöksheat — 3:59,04 (9:e plats, gick inte vidare)

Herrarnas 5 000 meter
- Robert Chideka
  - Försöksheat — 14:47,11 (10:e plats, gick inte vidare)

Herrarnas 10 000 meter
- Golekane Mosveu
  - Försöksheat — 30:38,8 (12:e plats, gick inte vidare)